# Poeciloscarta albonotata
Poeciloscarta albonotata är en insektsart som först beskrevs av Melichar 1932.  Poeciloscarta albonotata ingår i släktet Poeciloscarta och familjen dvärgstritar. Inga underarter finns listade i Catalogue of Life.